# Monte d'Oro
Il Monte d'Oro (in còrso Monte d'Oru - 2.389 m s.l.m. ) è la quinta montagna di Corsica. E ben visibile dal colle di Vizzavona, sulla strada che collega Bastia con Ajaccio.

## Accesso alla vetta
Il monte è raggiungibile dal villaggio di Vizzavona prendendo il sentiero GR 20 e una delle varianti. Dalla cima c'è una vista magnifica sui monti corsi (di fronte si può ammirare il Monte Renoso).